# Discografie van Jebroer
Hieronder volgt de discografie van de Nederlandse rapper Jebroer, met name zijn albums en zijn nummers met een notering in een hitlijst. 

## Albums
| Album          | Verschijnen      | Label               | Hitlijsten | Hitlijsten | Hitlijsten | Hitlijsten | Opmerkingen                     |
| Album          | Verschijnen      | Label               | BE (VL)    | BE (VL)    | NL         | NL         | Opmerkingen                     |
| Album          | Verschijnen      | Label               | Piek       | Weken      | Piek       | Weken      | Opmerkingen                     |
| -------------- | ---------------- | ------------------- | ---------- | ---------- | ---------- | ---------- | ------------------------------- |
| Gouden tranen  | 6 februari 2014  | Nouveau Riche Music | —          | —          | 41         | 1          | Studioalbum                     |
| Elf11          | 11 november 2016 | ROQ 'N Rolla Music  | 56         | 12         | 26         | 24         | Studioalbum / Goud in Nederland |
| Jebroer 4 life | 31 mei 2019      | ROQ 'N Rolla Music  | 13         | 21         | 10         | 20         | Studioalbum / Goud in Nederland |
| Zessechssix    | 2 juli 2021      | Cloud 9 Music       | 65         | 1          | —          | —          | Studioalbum                     |

## Nummers met een notering in een hitlijst
| Lied                                                            | Verschijnen      | Album                                | Hitlijsten | Hitlijsten | Hitlijsten  | Hitlijsten  | Hitlijsten   | Hitlijsten   | Opmerkingen                               |
| Lied                                                            | Verschijnen      | Album                                | BE (VL)    | BE (VL)    | NL (Top 40) | NL (Top 40) | NL (Top 100) | NL (Top 100) | Opmerkingen                               |
| Lied                                                            | Verschijnen      | Album                                | Piek       | Weken      | Piek        | Weken       | Piek         | Weken        | Opmerkingen                               |
| --------------------------------------------------------------- | ---------------- | ------------------------------------ | ---------- | ---------- | ----------- | ----------- | ------------ | ------------ | ----------------------------------------- |
| Nooit meer slapen (met Yellow Claw, Ronnie Flex en MocroManiac) | 5 oktober 2012   | —                                    | —          | —          | 38          | 4           | 31           | 11           |                                           |
| Brommer                                                         | 12 maart 2013    | Alziend Oor II (Nouveau Riche album) | —          | —          | tip20       | —           | 46           | 2            |                                           |
| Allemaal lichten (met Rich Cutillo)                             | 7 juni 2013      | Broederschap (ep)                    | —          | —          | —           | —           | 53           | 1            |                                           |
| Miljoenen (met Dirtcaps)                                        | 4 juli 2014      | —                                    | —          | —          | tip15       | —           | —            | —            | Goud in Nederland                         |
| Paranoia (met LNY TNX en DJ Ruthless)                           | 12 december 2014 | —                                    | tip57      | —          | —           | —           | —            | —            |                                           |
| Banaan (met Jayh en Stepherd & Skinto)                          | 12 januari 2015  | —                                    | 6          | 23         | —           | —           | —            | —            | Goud in Nederland                         |
| Roq n rolla (met DJ Punish en Taylor Walcott)                   | 1 juni 2015      | —                                    | 37         | 2          | —           | —           | —            | —            |                                           |
| Ga maar vast slapen                                             | 13 november 2015 | —                                    | —          | —          | tip5        | —           | —            | —            |                                           |
| Kind van de duivel (met Paul Elstak)                            | 7 april 2017     | Elf11                                | 5          | 13         | 32          | 8           | 25           | 28           | 3× Platina in Nederland en goud in België |
| Engeltje (met Paul Elstak en Dr. Phunk)                         | 16 juni 2017     | Jebroer 4 life                       | 26         | 4          | 14          | 8           | 3            | 14           | Platina in Nederland                      |
| Vaderland (met Outsiders en The Darkraver)                      | 14 juli 2017     | —                                    | —          | —          | —           | —           | 76           | 1            |                                           |
| Marathon (met Anita Doth)                                       | 1 december 2017  | Jebroer 4 life                       | —          | —          | tip5        | —           | 73           | 1            |                                           |
| Leven na de dood (met Dr. Phunk)                                | 19 januari 2018  | Jebroer 4 life                       | tip15      | —          | tip5        | —           | 37           | 3            | Goud in Nederland                         |
| Malu (met Gers Pardoel)                                         | 1 juni 2018      | —                                    | tip        | —          | tip5        | —           | —            | —            |                                           |
| Polizei                                                         | 8 februari 2019  | Jebroer 4 life                       | tip        | —          | tip20       | —           | —            | —            |                                           |
| Flitsmeister (met Outsiders)                                    | 12 april 2019    | Jebroer 4 life                       | —          | —          | —           | —           | 94           | 2            | Platina in Nederland                      |
| Hoofd omhoog (met Snelle)                                       | 25 oktober 2019  | Vierentwintig (van Snelle)           | —          | —          | —           | —           | 8            | 6            | Goud in Nederland                         |
| Rebel (met Regi)                                                | 22 november 2019 | Vergeet de tijd (van Regi)           | tip29      | —          | —           | —           | —            | —            |                                           |
| Bijpakken (met La$$a, Young Ellens, Bizzey en Poke)             | 4 februari 2022  | —                                    | —          | —          | —           | —           | 92           | 1            |                                           |